# Memorias del subdesarrollo
Memorias del subdesarrollo es un largometraje cubano de 1968 dirigido por Tomás Gutiérrez Alea, basado en la novela homónima de Edmundo Desnoes. Es una película de amplio reconocimiento internacional, catalogada como una de las obras más icónicas del cine cubano. Ocupó el puesto número uno en la categoría «Ficción» de la lista del ICAIC sobre las mejores películas cubanas desde la fundación de esta institución.

## Argumento
Al igual que en la novela, la película entrega un monólogo interior con mirada a la calle. Es una historia introspectiva e irónica que muestra cómo las contradicciones de Sergio, un burgués aspirante a escritor, se reflejan cuando decide quedarse en Cuba a pesar de que su esposa y amigos huyen a Miami tras la revolución. Sergio reflexiona los cambios en el país durante la crisis de los misiles, el efecto de vivir en lo que llama un país subdesarrollado y sus relaciones con sus novias Elena y Ana. Memorias del subdesarrollo muestra una historia personal de resultados intrascendentes en los vertiginosos días de la revolución cubana, cuando las contradicciones sociales alcanzaron su punto más álgido. La película se cuenta a través de una narrativa fragmentada que se asemeja a la forma en que funcionan los recuerdos, Sergio narra la acción y, en ocasiones, se utiliza como medio para presentar información sobre el clima político del país en ese momento. La película incorpora montaje documental de protestas y encuentros políticos y se reproducen sobre la narración de Sergio para exponer las ambigüedades de la revolución.  

## Reparto
- Sergio Corrieri (Sergio Carmona Mendoyo)
- Daisy Granados (Elena)
- Eslinda Núñez (Noemí)
- Omar Valdés (Pablo)
- René de la Cruz (Hermano de Elena)
- Yolanda Farr
- Ofelia González
- Jose Gil Abad
- Daniel Jordan
- Luis López
- Rafael Sosa

## Producción

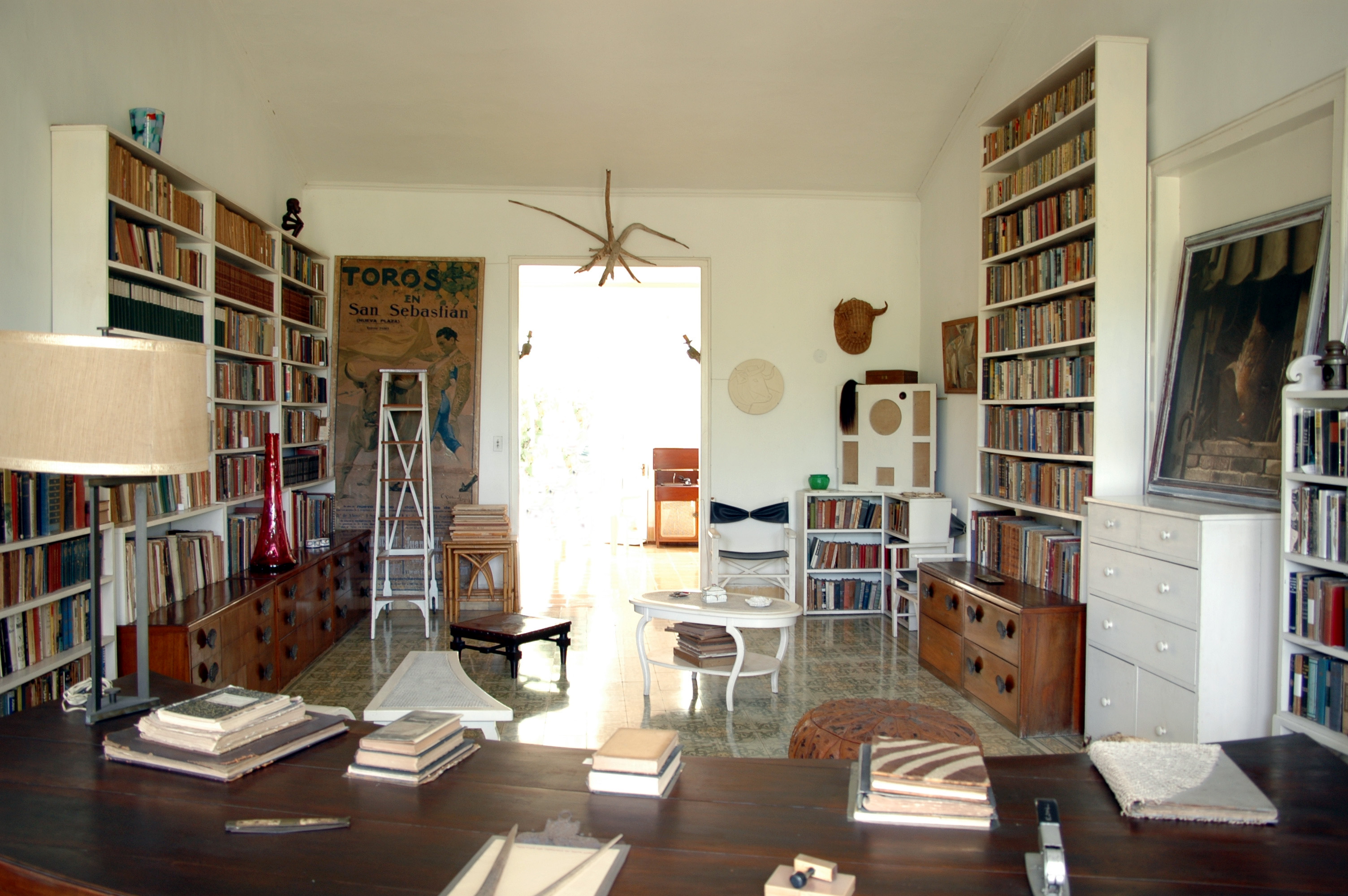
Durante la película, Sergio visita la Finca La Vigía, hogar de Ernest Hemingway en Cuba.

Antes de estrenarse, tanto Alea como el actor principal, Sergio Corrieri, estaban preocupados de que la película no tuviera éxito. Una fuente de preocupación era que Corrieri fuera demasiado joven para su papel. En el momento del rodaje en 1968, Corrieri tenía 28 años, pero su personaje tenía 38. Ambos trabajaron juntos para capturar el «ritmo» necesario para interpretar el papel de alguien mayor.
Debido a la agitación política entre Estados Unidos y Cuba en ese momento, el gobierno de EE. UU. le negó a Alea una visa de visitante en 1970 cuando intentó ingresar al país recibir varios premios que había ganado por la película, citando la Ley de Comercio con el Enemigo de 1917 como justificación. El apartamento de Sergio en la película es un ático en el Edificio Focsa en La Habana.
El autor de la novela, Edmundo Desnoes asistió y contribuyó a las sesiones de rodaje de la película. Desnoes comentó que la película logró un nivel de éxito artístico que deslució a la novela porque Alea «objetivó un mundo que no tenía forma... y era todavía abstracto en el libro» al agregar «densidad social». Desnoes tuvo un papel menor como panelista académico durante la película. En una entrevista con Cineaste, Alea explicó que en cierto punto la novela «iba a ser traicionada, negada y transformada en otra cosa» para que la película tuviera éxito.

## Reconocimientos
La película obtuvo varios premios en festivales internacionales. En 1973 este largometraje le valió a Tomás Gutiérrez Alea un premio especial otorgado por la Asociación Nacional de Críticos de Cine de Estados Unidos. En 2009 fue considerada la cinta de cine latinoamericano más destacada de la historia por una encuesta realizada por el portal de información cinematográfica NOTICINE.com. Ese mismo año, críticos cinematográficos cubanos la eligieron como el filme más importante en la historia del cine del país. Asimismo, en 2012 fue elegida en el lugar 144 en la lista de críticos Sight & Sound de los mejores filmes de la historia por el Instituto Británico de Cine y ocupó el lugar 174 en la lista de directores.

### Algunas críticas
Creo que es una buena ocasión para señalar algunos aspectos de la realidad de nuestro país que pueden ayudar a la mejor comprensión del filme que van a ver. Al cabo de casi 10 años de revolución hemos aprendido que nuestra condición de país subdesarrollado (explotado durante cuatrocientos años, primero por España y después por Estados Unidos) no se supera, sino a costa de mucho trabajo y sacrificio. No ha sido fácil llegar a está conclusión, pues durante los primeros años la alegría del triunfo nos hizo creer que el paraíso estaba al alcance de la mano.
Tomás Gutiérrez Alea (alias Titón), director del filme